# John Vincent Atanasoff
John Vincent Atanasoff, OCM, (4 tháng 10 năm 1903 - 15 tháng 6 năm 1995) là một nhà vật lý và nhà phát minh người Mỹ, nổi tiếng với việc phát minh ra máy tính kỹ thuật số điện tử đầu tiên.
Atanasoff đã phát minh ra máy tính kỹ thuật số điện tử đầu tiên vào những năm 1930 tại Trường Cao đẳng bang Iowa (nay là Đại học Bang Iowa). Những thách thức đối với tuyên bố về phát minh này của ông đã được giải quyết vào năm 1973 khi vụ kiện Honeywell v. Sperry Rand phán quyết rằng Atanasoff là người phát minh ra máy tính này. Chiếc máy chuyên dụng của ông đã được gọi là máy tính Atanasoff–Berry.

## Tuổi thơ
Atanasoff sinh ngày 4 tháng 10 năm 1903 tại Hamilton, New York với người cha Ivan Atanasov là một một kỹ sư điện và giáo viên. Cha của Atanasoff là người gốc Bulgaria, sinh năm 1876 tại làng Boyadzhik, gần Yambol, khi đó thuộc Đế chế Ottoman. Khi cha của Atanasov vẫn còn là một đứa trẻ sơ sinh, ông nội của ông đã bị lính Ottoman giết sau cuộc nổi dậy Tháng Tư ở Bulgaria. Năm 1889, Atanasov di cư đến Hoa Kỳ cùng chú của mình. Cha của Atanasoff sau đó trở thành một kỹ sư điện, trong khi mẹ của ông, Iva Lucena Purdy (lai Pháp và Ireland), là một giáo viên dạy toán. Tham vọng và khả năng trí tuệ của Atanasoff thời trẻ một phần bị ảnh hưởng bởi cha mẹ anh, những người có sở thích về khoa học tự nhiên và ứng dụng đã nuôi dưỡng trong anh cảm giác thích tìm tòi và tự tin.
Atanasoff được lớn lên ở Brewster, Florida. Khi chín tuổi, ông học cách sử dụng thước loga, ngay sau đó là nghiên cứu về lôgarit, và sau đó hoàn thành chương trình trung học tại Trường Trung học Mulberry trong hai năm.  Năm 1925, Atanasoff nhận bằng Cử nhân Khoa học về kỹ thuật điện tại Đại học Florida.
Ông tiếp tục học tại Iowa State College và năm 1926 lấy bằng thạc sĩ toán học. Ông hoàn thành chương trình học chính thức vào năm 1930 bằng cách lấy bằng Tiến sĩ. môn vật lý lý thuyết từ Đại học Wisconsin – Madison với luận án có nội dung Hằng số điện môi của Helium. Sau khi hoàn thành bằng tiến sĩ, Atanasoff nhận chức phó giáo sư tại Iowa State College về toán học và vật lý.

## Phát triển máy tính

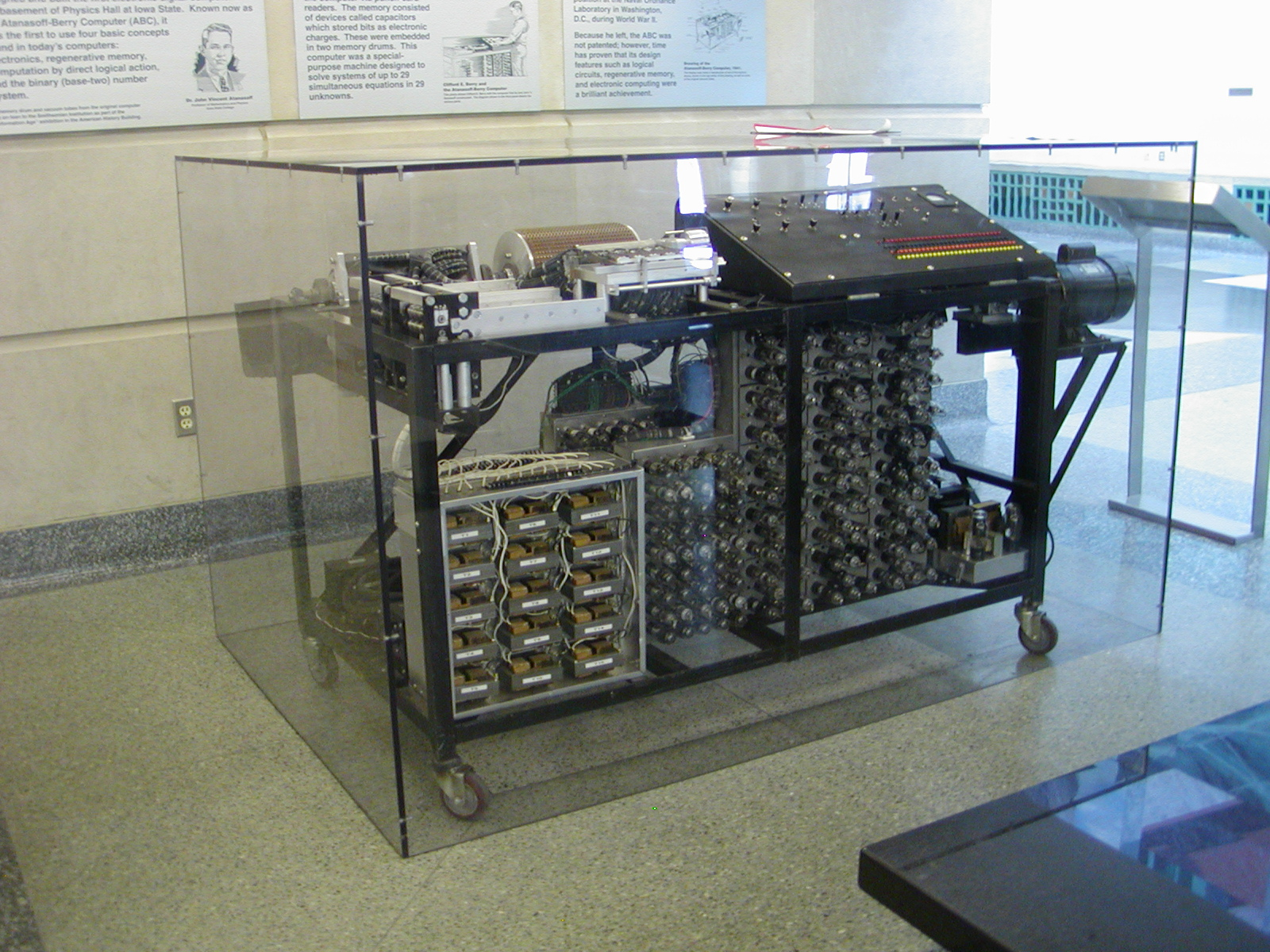
Phiên bản sao 1997 của Máy tính Atanasoff – Berry tại Trung tâm Durham, Đại học Bang Iowa

Một phần do quá mệt mỏi khi sử dụng máy tính cơ học Monroe, công cụ tốt nhất dành cho ông khi ông viết luận án tiến sĩ, Atanasoff bắt đầu tìm kiếm các phương pháp tính toán nhanh hơn. Tại bang Iowa, Atanasoff đã nghiên cứu việc sử dụng máy tính Monroe ở chế độ slave và máy tính tabulator của IBM cho các vấn đề khoa học, trong đó điều khiển máy Monroe sử dụng thông tin đầu ra của máy IBM. Năm 1936, ông đã phát minh ra một máy tính tương tự để phân tích hình học bề mặt. Tại thời điểm này, ông đã vượt qua ranh giới của những gì bánh răng có thể làm và dung sai cơ học tốt cần thiết để có độ chính xác tốt đã thúc đẩy Anatasoff xem xét các giải pháp kỹ thuật số.
Với khoản trợ cấp 650 đô la nhận được vào tháng 9 năm 1939 và sự hỗ trợ của sinh viên tốt nghiệp Clifford Berry, Máy tính Atanasoff – Berry (ABC) đã được tạo mẫu vào tháng 11 năm đó. Theo Atanasoff, một số nguyên tắc hoạt động của ABC đã được ông hình thành trong mùa đông năm 1938 sau khi lái xe đến Rock Island, Illinois.
Các ý tưởng chính được sử dụng trong máy ABC bao gồm toán học nhị phân và logic Boole để giải quyết đồng thời 29 phương trình tuyến tính. ABC không có bộ xử lý trung tâm (CPU), nhưng được thiết kế như một thiết bị điện tử sử dụng ống chân không để tính toán kỹ thuật số. Nó cũng có bộ nhớ tụ điện phục hồi hoạt động theo một quy trình tương tự như quy trình được sử dụng ngày nay trong bộ nhớ DRAM.